# Freisinger Straße 7 (Oberschleißheim)

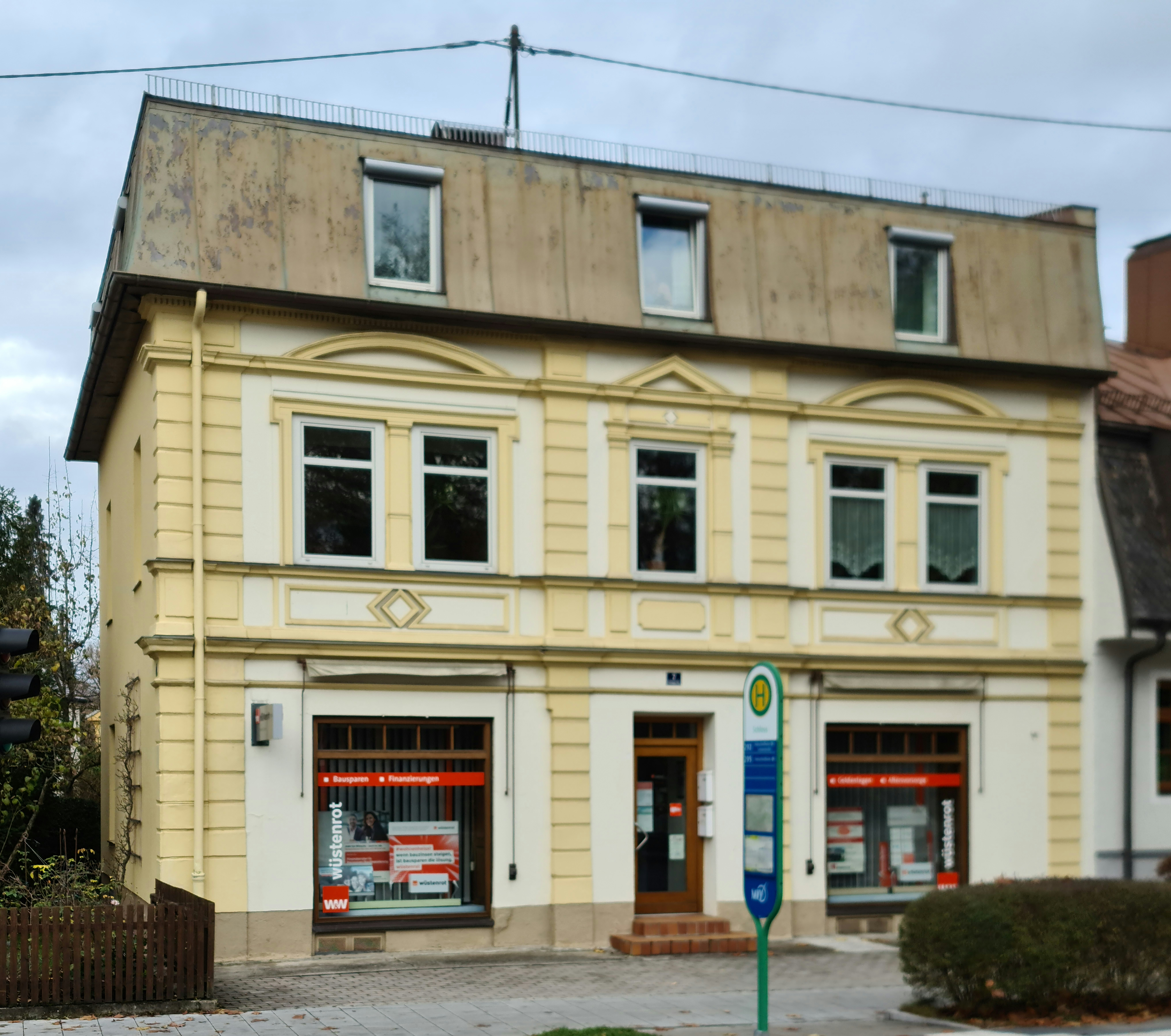
Haus Freisinger Straße 7 in Oberschleißheim

Das Gebäude Freisinger Straße 7 in Oberschleißheim, einer Gemeinde im oberbayerischen Landkreis München, wurde um 1900 errichtet. Das Wohnhaus an der Ecke zur Haselsbergerstraße ist ein geschütztes Baudenkmal.
Der zweigeschossige, verputzte Mansarddachbau besitzt eine historisierende Fassade an der Straßenseite. Sie wird von Pilastern, einer Eckquaderung und von einem breiten Gesims geschmückt. 
Die Kupferverkleidung des Dachgeschosses stammt aus neuer Zeit.   